# Hamdan Nasser
Hamdan Nasser (Arabic:حمدان ناصر) (sinh ngày 24 tháng 4 năm 1997) là một cầu thủ bóng đá người Các Tiểu vương quốc Ả Rập Thống nhất. Hiện tại anh thi đấu cho Ittihad Kalba.